# Merobates longipes
Merobates longipes är en tvåvingeart som beskrevs av Oswald Duda 1934. Merobates longipes ingår i släktet Merobates och familjen fritflugor. Inga underarter finns listade i Catalogue of Life.